# Championnat de Singapour de football 2005
Navigation
Saison 2004 Saison 2006
La saison 2005 du Championnat de Singapour de football est la soixante-treizième édition de la première division à Singapour, organisée par la fédération singapourienne sous forme d'une poule unique où toutes les équipes rencontrent trois fois leurs adversaires. Il n'y a pas de relégation puisque les clubs inscrits sont des franchises, à l'image de ce qui se fait dans les championnats australien ou américain. 
C'est le club de Tampines Rovers, tenant du titre, qui remporte à nouveau le championnat cette saison, après avoir terminé en tête du classement final, avec cinq points d'avance sur Singapore Armed Forces FC et sept sur Woodlands Wellington FC. C'est le cinquième titre de champion de Singapour du club.
À l'issue de la saison, le champion et le vainqueur de la Coupe de Singapour (ou le finaliste en cas de doublé) se qualifient pour la Coupe de l'AFC.
Avant le début de la compétition, la franchise de Tanjong Pagar United FC quitte le championnat et est remplacée par le club local de Paya Lebar Punggol.

## Les clubs participants
| - Home United FC - Paya Lebar Punggol - Singapore Armed Forces FC - Woodlands Wellington FC - Albirex Niigata Singapour FC | - Tampines Rovers - Geylang United - Balestier Khalsa FC - Sinchi FC - Young Lions U-23 |

## Compétition
Le barème de points servant à établir le classement se décompose ainsi :
- Victoire : 3 points ;
- Match nul : 1 point ;
- Défaite : 0 point.

### Classement
| Rang | Équipe                       | Pts | J  | G  | N | P  | Bp | Bc | Diff |
| ---- | ---------------------------- | --- | -- | -- | - | -- | -- | -- | ---- |
| 1    | Tampines RoversT             | 57  | 27 | 18 | 3 | 6  | 77 | 35 | +42  |
| 2    | Singapore Armed Forces FC    | 52  | 27 | 15 | 7 | 5  | 54 | 41 | +13  |
| 3    | Woodlands Wellington FC      | 50  | 27 | 15 | 5 | 7  | 57 | 44 | +13  |
| 4    | Home United FCC              | 46  | 27 | 14 | 4 | 9  | 62 | 44 | +18  |
| 5    | Albirex Niigata Singapour FC | 44  | 27 | 12 | 8 | 7  | 50 | 33 | +17  |
| 6    | Young Lions U-23             | 42  | 27 | 12 | 6 | 9  | 44 | 37 | +7   |
| 7    | Balestier Khalsa FC          | 36  | 27 | 10 | 6 | 11 | 45 | 52 | -7   |
| 8    | Geylang United               | 26  | 27 | 7  | 5 | 15 | 38 | 57 | -19  |
| 9    | Sinchi FC -3                 | 21  | 27 | 7  | 3 | 17 | 27 | 56 | -29  |
| 10   | Paya Lebar PunggolP          | 4   | 27 | 1  | 1 | 25 | 23 | 78 | -55  |

|  | Qualification pour la Coupe de l'AFC 2006                                                |
|  | T : Tenant du titre C : Vainqueur de la Coupe de Singapour P : Club débutant en S-League |

- La raison de la pénalité de trois points infligée à Sinchi FC n'est pas précisée.

## Bilan de la saison
| Championnat de Singapour de football 2005 |                            |
| Champion                                  | Tampines Rovers (5e titre) |
| Coupes et trophées                        |                            |
| Vainqueur de la Coupe de Singapour 2005   | Home United FC             |
| Qualifications continentales              |                            |
| Coupe de l'AFC 2006                       | Tampines Rovers            |
| Coupe de l'AFC 2006                       | Home United FC             |
| Promotions et relégations                 |                            |
| Promus en S-League                        | Aucun                      |
| Relégués en Division II                   | Aucun                      |